# Il cerchio della vita (Ivana Spagna)
Il cerchio della vita è un album di canzoni cover Disney della cantante Spagna, pubblicato nel 2009 per l'etichetta Groove SRL.

## Tracce
1. La bella e la bestia
2. Il cerchio della vita
3. Se crederai
4. Crudelia De Mon
5. Il mondo è mio
6. You'll be in my heart
7. I sogni son desideri
8. Un amico in me
9. I colori del vento
10. Supercalifragilistichespiralidoso
11. In fondo al mar
12. Una stella cade
13. Restiamo insieme
14. Goccia di mare